# Serra del Burgar
La Serra del Burgar és una muntanya de 1.388 metres que es troba al municipi de Ger, a la comarca de la Baixa Cerdanya.